# Erich Röper (Mediziner)
Erich Richard Hubert Röper (* 11. Oktober 1884 in Rostock; † 15. September 1957 in Hamburg) war ein deutscher Nervenarzt und Politiker.

## Leben

### Familie

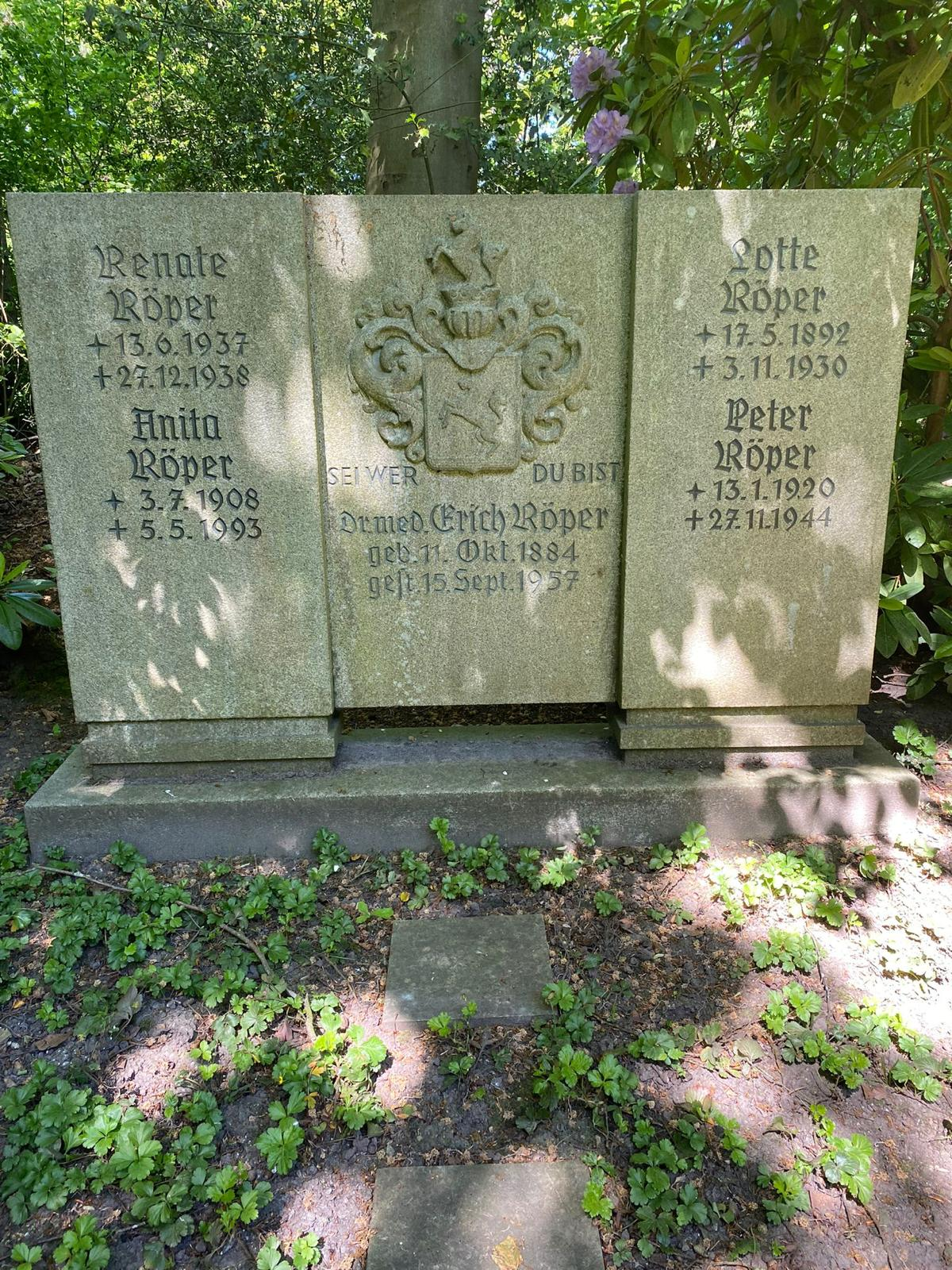
Grabstätte auf dem Friedhof Ohlsdorf

Erich Röpers Vater war der Ingenieur Hubert Röper (1845–1918), der in Rostock von 1883 bis 1911 Senator war. Röpers Mutter war eine getaufte Jüdin.
Röper heiratete 1912 Lotte Riedel, eine Tochter des Chirurgen Bernhard Riedel, die 1930 an Krebs starb. Sie hatten sechs Kinder. Ein Sohn war der spätere Professor und Gründungsmitglied der Philosophischen Fakultät der RWTH Aachen Burkhardt Röper (1915–1991).
1934 heiratete Röper die Theologin Anita Hildebrandt (1908–1993). Mit ihr hatte er weitere vier Kinder. Die beiden Zwillinge Friedrich Franz (* 1941); auch Fachbuchautor; und Harald Christian (* 1941) wurde Pfarrer und gründeten gemeinsam die gemeinnützige Pfarrer Röper-Stiftung. Der älteste Sohn aus dieser zweiten Ehe, Erich (1939–2024), wurde Juraprofessor und CDU-Politiker.
Die Grabstätte Erich Röpers befindet sich auf dem Friedhof Ohlsdorf. Sie liegt östlich von Kapelle 12 im Planquadrat BL 54. 

### Werdegang und Wirken
Erich Röper besuchte das Realgymnasium in Rostock, begann 1905 sein Studium der Medizin in Rostock, setzte dann aber erst 1907 wieder das Studium fort und erlangte Mitte 1910 sein Staatsexamen. Während der Medizinalpraktikantenzeit arbeitete er in Jena, erst sieben Monate an der Psychiatrischen Klinik und später als Assistenzarzt an der Nervenklinik der Universität Jena bei Geheimrat Otto Binswanger. 1911 promovierte er auf Anregung von Binswanger und durch Unterstützung von Hans Berger.
Im Ersten Weltkrieg nach Hamburg kommandiert, leitete er mit kurzen Unterbrechungen die Nervenabteilung des Marine-Lazaretts in Hamburg-Veddel und befasste sich dort mit der Erforschung von Einflüssen bei Kriegsverletzungen. 1915 war er dort als Marineoberassistenzarzt tätig mit der Zuordnung zum Brigade-Ersatz-Bataillon Nr. 76 der 10. Ersatz-Division. 1916 war er in der Position eines Stabsarztes vom Posten des Bataillonsarztes zum Reserve-Lazarett nach Siegen versetzt worden. 1919 ließ Röper sich als Nervenarzt in Hamburg nieder, ab 1922 im eigenen Haus, Alsterterrasse 9.
1920 trat Röper der Deutschen Volkspartei (DVP) bei. Er bekleidete verschiedene Funktionen, von 1930 bis 1931 war er (als Nachrücker von Rudolf Michael) Mitglied der Hamburger Bürgerschaft. Als letzter Landesvorsitzender musste er die DVP 1933 auflösen. Vor 1933 und nach dem Zweiten Weltkrieg war er Beisitzer beim ärztlichen Schiedsgericht des Oberversicherungsamts.
1933 hatte er vorübergehend die Leitung der Ärztekammer übernommen, wurde aber im selben Jahr als „Halbjude“ von den Nationalsozialisten 1933 kurzzeitig aus der Vereinigung der Kassenärzte ausgeschlossen. Für die Nationalsozialisten war seine Psychoanalyse „jüdisch“, „verweichlicht“, „marxistisch“. Später wurde er in beschränktem Umfang wieder zu den Kassen zugelassen und behandelte vorwiegend jüdische Patienten. Nach 1945 unterstützten ihn daher in die USA ausgewanderte Juden. Röper behandelte allerdings auch Parteimitglieder, von denen ihn einer im August 1944 vor dem Konzentrationslager Neuengamme bewahrte.
Als einer der wenigen unbelasteten Ärzte führte Röper ab Sommer 1945 mit den Kollegen Dr. Fuchs und Dr. Friedrich Thieding die Ärztekammer, die 1946 zur Landesstelle der KVD wurde. Bis kurz vor seinem Tod war er im Zulassungsausschuss der Kassenärzte.
Im August 1945 gründete Röper mit dem DVP-Senator a. D. Hermann Carl Vering den Verein der „Mitglieder und Freunde der Deutschen Volkspartei“. Sie arbeiteten ab April 1946 mit Paul de Chapeaurouge im Vaterstädtischen Bund, der später in der CDU und FDP aufging. Röper wurde FDP-Mitglied.
Röper war unter anderem viele Jahre Präsident der Hamburger Goethe-Gesellschaft und war Mitglied der Gesellschaft Deutscher Nervenärzte. Seit 1914 war er Mitglied der Jenaische Gesellschaft für Medicin- und Naturwissenschaft.

## Werke (Auswahl)
- Heilerfolg bei Neurasthenie. Dissertation, Sonderdruck aus der Monatsschrift für Psychiatrie und Neurologie, Band XXX, 1911
- Demonstration Marinelazarett Hamburg. Münchner Medizinische Wochenschrift, Nr. 7, 1915
- Ueber Schussverletzungen des Darms. Münchner Medizinische Wochenschrift, Nr. 7, 1915[19]
- Eine neue Verwundeten-Trage. Deutsche militärärztliche Zeitschrift, E. S. Mittler & Sohn, 1916, S. 45 ff.
- Zur Prognose der Hirnschüsse. Münchner Medizinische Wochenschrift, Nr. 4, 1917
- Wer soll Führer sein? 10 politische Aufsätze u. Reden, Bubendey & Kober, Hamburg 1920.
- Zwei politische Vorträge des Dr. Röper. Druck: Hermann, Hamburg 1918.
- Unterwertige und Anbrüchige im modernen Daseinskampf. Vortrag im ärztlichen Verein in Hamburg, R. Schoetz, Berlin 1931.